# Bertie Harris
Robert W. „Bertie” Harris (ur.w  1884, zm. ?) – burski lekkoatleta, reprezentujący Kolonię Przylądkową na Letnich Igrzyskach Olimpijskich w 1904.
Wystąpił tam w maratonie, którego nie ukończył.